# ロリータ・ハラウェイ
ロリータ・ハラウェイ（Loleatta Holloway、[lɒlˈiːtə]、1946年11月5日 – 2011年3月21日）は、アメリカ合衆国の歌手で、おもにディスコ の楽曲で、よくサンプリングに用いられた「Hit and Run」や「Love Sensation」のヒットで知られた。2016年12月に『ビルボード』誌が発表した史上最も成功したダンス・アーティストのランキングでは、95位に入った。
日本語ではロレッタ・ハロウェイなどと表記されることもある。

## 経歴
ハラウェイは、シカゴに生まれた。幼い頃から、母親が指導していたゴスペル合唱団に加わり、5歳で独唱者に抜擢されたが、後には当時を振り返って、子どもらしくない大人のような自分の声が嫌いだったと述懐していた。1966年に母親が死去した後、ハラウェイは、アルバーティナ・ウォーカーの誘いを受け、彼女のゴスペル・グループであるザ・キャラヴァンズに参加することになった。
1972年にザ・キャラヴァンズは解散するが、ハラウェイはその少し前から、後に夫となったフロイド・スミスの指導の下でポピュラー楽曲を歌うようになった。スミスは1971年に、シングル「Rainbow '71」でハラウェイをレコード・デビューさせた。次いでアトランタのレーベル「Aware」から、ハラウェイをアルバム・デビューさせ、アルバム『Loleatta』（1973年）と『Cry to Me』（1975年）がこのレーベルから出た。その後、ハラウェイは、フィラデルフィアのノーマン・ハリスが主宰するレーベル「Gold Mind」から4枚のアルバムを出し、そこから「Run Away」、「Hit and Run」（1977年）、「Love Sensation」（1980年）、「Seconds」（1982年）などがディスコ・ヒットとなった。1978年には、バニー・シグラーとのデュエット「Only You」がR&Bチャートのトップ20入りを果たした。その後、1982年に、ハラウェイは、夫だったフロイド・スミスに先立たれた。
1989年、「Love Sensation」からサンプリングされた彼女の歌声が、全英シングルチャート首位となったブラック・ボックスのヒット曲「ライド・オン・タイム (Ride On Time)」に無断で使用された。しかし、ハラウェイのボーカルは、クレジットされていなかった。後にハラウェイはこの件を提訴し、法廷外の和解で相当額の和解金を勝ち取った。
ハラウェイの運が劇的に上向いたのは、マーキー・マーク&ザ・ファンキー・バンチが彼女のボーカルをフィーチャーしてチャートの首位に送り込んだ「グッド・バイブレーション(Good Vibrations)」（1991年）がヒットして、Billboard Hot 100 首位になってからであった。『バラエティ』誌2011年3月22日号に掲載されたアンドリュー・ベイカー (Andrew Barker) の記事によると、この曲について、ハラウェイはシングルのプロモーションのためにマーキー・マーク&ザ・ファンキー・バンチとの共演のステージに上がり、全面的なボーカルのクレジットとロイヤルティーの分配を受けたという。
他にも、ハラウェイの歌声をサンプリングして使用する例は色々あり、例えば2009年には、ホイットニー・ヒューストンがシングル「Million-Dollar Bill」で、ハラウェイの「We're Getting Stronger」を使った。

## 死去
ハラウェイは、2011年3月21日に64歳で、心不全のため死去し、後には3人の息子たちとひとりの娘、9人の孫たちが残された。

## ディスコグラフィ

### アルバム
Aware
- 1973年、Loleatta
- 1975年、Cry to Me

Gold Mind
- 1977年、Loleatta
- 1978年、Queen of the Night
- 1979年、Loleatta Holloway
- 1980年、Love Sensation